# Крива
Крива је геометријски појам, апстракција обичне представе криве линије. У различитим одељцима математике термин крива се дефинише на различите начине, зависно од циљева и метода изучавања. 
Крива је геометријско место тачака простора чије су координате функције једне променљиве. Различите дефиниције криве захтевају различиту глаткоћу ових функција.
Крива у Жордановом смислу (вд. Жорданова крива) задаје се непрекидним функцијама и може веома да се разликује од обичне представе криве линије.
Ректификабилна крива има координате тачака које су непрекидно диференцијабилне функције параметара. Код овакве криве се може увести појам дужина лука.
Алгебарске криве се задају једначинама: {\displaystyle F_{1}(x,y,z)=0,\ F_{2}(x,y,z)=0}, где су {\displaystyle F_{1},\ F_{2}} полиноми од три променљиве. Права је алгебарска крива.